# Месроп Григорян
Месроп (Месроп Григорий Григорян, арм. Մեսրոպ Գրիգորի Գրիգորյան; в миру Геворг Юмуртчан, арм. Յումուրթաճյան Գևորգ; 25 октября 1932, Алеппо, подмандатная Сирия — 14 января 2017, Австрия) — архиепископ Армянской апостольской церкви (ААЦ), патриарший представитель в Центральной Европе. 

## Биография
Получил начальное образование в армянском колледже Айказян в Алеппо. В 1961 г. окончил Даремский университет.
С 1952 г. был рукоположён в дьяконы епископом Дереником Поладяном. Спустя год он принял монашество под именем Месроп. В 1953—1956 гг. преподавал армянскую историю, древнеармянский язык и библиографию, а также работал заместителем директора библиотеки, главным редактором и инспектором типографии. В 1956 г. защитил докторскую диссертацию на тему: «Обширные описания рукописей Католикосата Киликийского».
В 1956—1957 гг. — инспектор религиозной школы, 1957—1958 гг. — преподаватель в средней школе им. Овакимяна-Манукяна в Бейруте. С 1957 по 1958 г. был одним из основателей и издателей еженедельника «Диаспора».
С 1959 г. служил в Австрии, став с 1962 г. пастырем местной армянской общины. С 1964 по 1974 г. являлся официальным представителем Армянской апостольской церкви при Совете Европы. В 1969 г. был официально назначен патриаршим представителем в Центральной Европе. В 1980 г. католикосом Вазгеном I он был назначен членом Уставного комитета. С 1986 г. — епископ, с 1992 г. — архиепископ.
Активно занимался востоковедением. Автор ряда работ по арменоведению. С 1982 г. читал лекции по армянской истории и истории древнеармянской библиографии на факультете византийских исследований Венского университета. В 1986 г. Венский университет присвоил ему звание профессора.

## Награда и звания
- Орден Нерсеса Шнорали ААЦ (2002)
- Орден Святого Месропа Маштоца (2003)

## Научно-религиозные труды
- «Степанос Сюнеци», 1958
- «Участие армянской общины в общественной жизни Восточной Анатолии и Сирии Османской империи. 1860—1908», 1964 (английский)
- «Новые материалы и замечания об издателе Vanandetsi», 1969
- «Взятие Константинополя в 1453 году. Армянская точка зрения», 1981 (на немецком языке)
- «Франц Верфель и Комитас», 1999 (на немецком языке).
- «Армянская церковь», 2003 (немецкий).